# Minyichthys sentus
Minyichthys sentus är en fiskart som beskrevs av Dawson 1982. Minyichthys sentus ingår i släktet Minyichthys och familjen kantnålsfiskar. Inga underarter finns listade i Catalogue of Life.